# کتابخانه بیمارستانی
کتابخانهٔ بیمارستانی، کتابخانهٔ پزشکی، یا کتابخانهٔ علوم بهداشتی، به کتابخانه‌ای گفته می‌شود که در بیمارستان‌ها و دیگر مراکز پزشکی ایجاد می‌گردد و هدف آن اشاعه اطلاعات زیست پزشکی و بالینی برای اهل حرفهٔ پزشکی مانند پزشکان، پرستاران، تکنسین‌های آزمایشگاهی، پیراپزشکان، و مدیران بیمارستان است. وجه تمایز این کتابخانه‌ها با کتابخانه‌های مراکز آموزش پزشکی (کتابخانه‌های دانشکده‌های پزشکی)، تأکید این کتابخانه‌ها بر تهیه منابعی است که در معالجه و مراقبت بالینی بیماران به‌کار می‌آیند. علاوه بر این، محیط این کتابخانه‌ها جای مناسبی برای مطالعه، صرف اوقات فراغت، نشست‌ها، مشاوره‌ها، و بحث و گفت‌وگوی استفاده‌کنندگان است.

## تاریخچه
در ایالات متحده آمریکا، نخستین کتابخانه بیمارستانی در سال ۱۷۶۲ در فیلادلفیا و با حمایت بنجامین فرانکلین تأسیس و پایه‌گذاری شد اما توجه جدی به کتابخانه‌های بیمارستانی و ضرورت وجود آن در سال‌های ۱۹۱۴–۱۹۱۸، یعنی در زمان جنگ جهانی اول، مطرح شد. در ایران، بیمارستان جندی شاپور را می‌توان نخستین بیمارستان آموزشی دانست که سنت پزشکی آن از پیش از اسلام به بعد از اسلام منتقل شد و در طول خلافت عباسیان در بیمارستان‌های بغداد تجلی یافت. کتابخانه نیز بخشی از این نهادها بود که پزشکان ناموری چون محمدبن زکریای رازی (۲۵۱–۳۱۳ق) در آن به مطالعه و تألیف می‌پرداختند. اما قدیمی‌ترین کتابخانه بیمارستانی مدرن در ایران، کتابخانه بیمارستان امام خمینی تهران (پهلوی سابق) است که در ۱۳۳۰ تأسیس شده‌است.

## کارکردها
کتابخانه بیمارستانی باید بتواند اطلاعاتی را که متخصصان علوم پزشکی در طبابت بالینی هر روزه به آن نیاز دارند، فراهم سازند و پاسخگوی سؤالات آنها در زمینه اطلاعات بهداشتی باشند؛ همچنین به نیازهای اطلاعاتی و آموزشی مصرف‌کنندگان خدمات بهداشتی یعنی بیماران و خانواده آنها دربارهٔ بیماری و روند آن، روش‌های جراحی، عوارض پس از عمل، و مسائل حقوقی بیمار پاسخ گوید.